# Чухин, Николай Дмитриевич
Николай Дмитриевич Чухин (1904 — 19 мая 1944) —  советский военный деятель, полковник Красной армии, в сентябре 1942 года временно исполняющий должность командира 1-го танкового корпуса; участник Великой Отечественной войны.

## Биография
Николай Дмитриевич Чухин родился в 1904 году в Вологде. По национальности — русский. 
В 1918 году вступил в Красную армию. В 1926 году был принят во Всесоюзную коммунистическую партию (большевиков). По состоянию на май 1939 года Николай Чухин был помощником начальника штаба 15-й танковой бригады, затем был начальником штаба 37-й танковой бригады.
По состоянию на 22 июня 1941 года Николай Чухин был начальником штаба 20-й танковой дивизии. Со 2 апреля по 18 сентября 1942 года был командиром 1-й гвардейской танковой бригады. В конце сентября 1942 года был временно исполняющим должность командира 1-го танкового корпуса. С октября по ноябрь 1942 года был начальником штаба 1-го танкового корпуса. С ноября 1942 года по январь 1943 года был начальником штаба 5-й танковой армии. С 17 марта по 9 сентября 1943 года вновь был начальником штаба 1-го гвардейского танкового корпуса.
Затем был преподавателем тактики в Военной академии механизации и моторизации имени Сталина. Скончался 20 мая 1944 года.

## Награды
Николай Дмитриевич Чухин был награждён следующими наградами
- Орден Красного Знамени (22 июля 1941)[2];
- Юбилейная медаль «XX лет Рабоче-Крестьянской Красной Армии» (1938).